# Scream Silence
Scream Silence ist eine deutsche Dark-Rock-Band aus Berlin, die 1998 gegründet wurde.

## Bandgeschichte
Das erste Album To Die For wurde vom Musikmagazin Orkus 1999 zum Album des Monats gekürt. Durch den Erfolg des ersten Albums konnten Scream Silence mit Bands wie Christian Death und Dreadful Shadows auf Tour gehen. 2001 folgte das Album The 2nd. Im Rahmen der folgenden Tour spielte die Band auch auf dem Wave-Gotik-Treffen. 2002 verließen Bassist Rene Schulze und Gitarrist Joerg Rennewald die Band und wurden durch Robert Klausch und Cornel Otto ersetzt. Ohne große Promotion erschien 2003 über das Label Moonstorm Records das Album Seven Tears. Es folgten weitere Veröffentlichungen und Auftritte. So spielte die Gruppe bei dem Herbstnächte-Festival auf Burg Rabenstein mit Adam Pearson, dem Gitarristen von The Sisters of Mercy. Im Frühjahr 2004 gründeten sie ihr eigenes Plattenlabel Plainsong Records. Das Album Elegy erschien Ende Oktober 2004. Mit dem Einstieg von René Gödde als zweitem Live-Gitarristen erschien das Album Saviourine.  Die Veröffentlichungen Aphelia und Apathology folgten.
Anfang 2011 beschloss Drummer Heiko Wolf  die Band zu verlassen. Die Band fand in Nestor de Valley einen Ersatz. Nach Auftritten auf M’era Luna Festival, dem Blackfield Festival und Europatournee mit der norwegischen Band Zeromancer dauerte es knapp vier Jahre, bis Scream Silence sich 2012 mit ihrem achten nach sich selbst betitelten Album unter neuem Label Out of Line zurückmeldeten. Im Juni 2015 erschien das neuntes Album Heartburnt, das mittels einer Crowdfunding-Kampagne finanziert und wieder unter eigenem Label (Plainsong Records) produziert wurde.  Am 9. Dezember 2023 gab die Band, nach längerer Auftrittspause und in neuer Besetzung mit neuem Schlagzeuger, ein Konzert im Klub-Klinik-Löbau zusammen mit Seekers are Lovers. Weitere Konzerte folgten.

## Diskografie
Alben
- To Die For (1999)
- The 2nd (2001)
- Seven Tears (2003)
- Elegy (2004)
- Saviourine (2006)
- Aphelia (2007)
- Apathology (2008)
- Scream Silence (2012)
- Heartburnt (2015)

Singles
- The Sparrows and the Nightingales (2000)
- Forgotten Days (2001)
- Curious Changes (2004)
- Creed (2005)
- Dreamer's Court (2012)
- Art Remains (2015)